# Peter Revson
Peter Jeffery Revson (New York, SAD, 27. veljače 1939. – Midrand, Južna Afrika, 22. ožujka 1974.) bio je američki vozač automobilističkih utrka.
U Formuli 1 debitirao je 1964. Nakon toga odvozio je jednu utrku 1971. za momčad Tyrrell kao treći vozač. 1972. dobio je mjesto u McLarenu te odvozio svoju prvu punu sezonu u Formuli 1. Te sezone penjao se na podij četiri puta. 1972. također vozi za McLaren, te upisuje prve pobjede. Prvo pobjeđuje na kaotičnoj VN Velike Britanije na Silverstoneu, a zatim i na VN Kanade na Mosport Parku. 1974. potpisuje za američku momčad Shadow. 
Tjedan dana uoči VN Južne Afrike, 22. ožujka 1974. Revson je poginuo testirajući svoj bolid na Kyalamiju. Prednja osovina na njegovom bolidu je pukla, te je Revson izletio sa staze i udario u zaštitnu ogradu nakon čega se njegov bolid zapalio. Peter je bio drugi član obitelji koji je poginuo, nakon smrti njegovog brata Douglasa u utrci u Danskoj 1967.
Osim u Formuli 1, Pete Revson povremeno je nastupao i u IndyCar prvenstvu i ostvario 1 pobjedu 1969., te 5 puta na utrci 500 milja Indianapolisa, gdje mu je najbolji rezultat bilo 2. mjesto 1971.
Godine 1996. primljen je Motosport Hall of Fame of America u kategoriji trkaćih automobila.

## Karijera u F1
1964. Lotus1, 0 bodova
1971. Tyrrell, 1 utrka
1972. McLaren, 23 boda, 5. mjesto
1973. McLaren, 38 bodova, 5. mjesto
1974. Shadow, 2 utrke
- ^  Revson je 1964. vozio za momčadi Revson Racing i Reg Parnell Racing, koje su koristile Lotusovu šasiju te sezone.

## Indianapolis 500
| Sezona | Šasija  | Motor | Start | Rezultat  |
| ------ | ------- | ----- | ----- | --------- |
| 1969   | Brabham | Repco | 33.   | 5. mjesto |
| 1970   | McLaren | Offy  | 16.   | odustao   |
| 1971   | McLaren | Offy  | 1.    | 2. mjesto |
| 1972   | McLaren | Offy  | 2.    | odustao   |
| 1973   | McLaren | Offy  | 10.   | odustao   |

## Vanjske poveznice
- Peter Revson na racing-reference.com
- Peter Revson F1 statistika na statsf1.com